# Результат (фільм)
«Результат» (монг. «Төгсгөл») — радянсько-монгольський художній фільм 1968 року, знятий кіностудіями «Мосфільм» і «Монголкіно».

## Сюжет
Про останні дні громадянської війни, коли Азійська кінна дивізія барона Унгерна, вибивши китайців з монгольської столиці і захопивши владу в країні, намагалася завдати удару по Радянській Росії. У центрі сюжету — дружба монгольського пастуха і радянського розвідника, який під виглядом білогвардійського полковника проник в штаб Унгерна і передав своєму командуванню військово-стратегічні плани противника.

## У ролях
- Володимир Заманський —  Прохоров
- Олександр Лемберг —  барон Унгерн-Штернберг  (озвучував Володимир Балашов)
- Наталія Фатєєва —  Варя Федорова
- Володимир Муравйов —  доктор Бауріх
- Н. Дугарсанжа —  Хатан-Батор Максаржав  (озвучував Аркадій Толбузін)
- Дамбин Дамдінсурен —  Церен
- Б. Пурве —  Богдо-геген VIII
- Н. Дашцнд —  Ланжар  (озвучував Геннадій Юдін)
- С. Генден — епізод
- Р. Дамдінбазар — епізод
- Б. Дамча — епізод
- Н. Цегмед — епізод
- Д. Чімед-Осор — епізод
- Микола Бармін —  начштабу
- Олег Голубицький —  Сомов
- Микола Граббе —  чекіст
- Валентин Кулик —  начальник штабу Унгерна
- Юрій Мартинов —  офіцер
- Дмитро Масанов —  сотник Сілайлов
- Микола Зморшків —  солдат
- Косих Іван Сергійович — епізод
- Данило Нетребін — епізод
- Владлен Паулус —  годинникар
- Микола Погодін — епізод
- Георгій Рибаков — епізод
- Олег Савосін — епізод
- В. Соколов — епізод
- Віталій Кисельов — епізод
- Л. Лхасурен —  Мунго

## Знімальна група
- Режисери-постановники: Анатолій Бобровський, Жам'янгійн Бунтар
- Автори сценарію: Юліан Семенов, Базарин Ширендиб
- Оператори: Володимир Боганов, Халторійн Дамдін
- Художники-постановники: Фелікс Ясюкевич, Лувсангійн Гава
- Композитори: Микола Сидельников, Лувсанжамбин Мурдорж
- Звукорежисер: Євген Федоров, Л. Найдан
- Диригент: Марк Ермлер
- Режисер: Леонід Черток
- Оператор: Юрій Авдєєв
- Художник по костюмах: Роза Сатуновська
- Монтаж: Галина Спіріна, С. Басанху
- Грим: М. Мітюшкін, Д. Бадамцерен
- Комбіновані зйомки: оператор Григорій Айзенберг, художник Н. Спиридонова
- Асистенти:
  - режисера А. Панов, Л. Серганова, М. Лубсанжамц, О. Соелт
  - оператора А. Баранов, С. Намхай
- Редактор: А. Степанов
- Консультант: генерал-лейтенант Микола Осліковський, полковник А. Зубов
- Директора: Аркадій Ашкіназі, П. Санджа, Ц. Жамбал